# Valéria Savinikh
Valéria Savinikh (20 de febrer del 1991) és una tennista russa. El seu millor rànquing WTA en individuals és el 210, que va abastar el 21 de febrer del 2011. La seva millor posició històrica en dobles és el núm. 177, aconseguit el 7 de desembre del 2009.